# 紅色神經元
紅色神經元（Red neuron）為一種病理學現象，描述當神經元將要壞死或進行細胞凋亡時。當神經元（特別是中樞神經系統）缺乏血液供應時，神經本體中的尼斯小體會消失，且細胞核會固缩或降解。當上述嗜鹼性（在H&E染色下為藍色）的胞器消失時，神經細胞內只會留下嗜酸性的蛋白質，而呈現紅色，因此得名。